# Patricio Rodríguez Localzo
Patricio Luis Rodríguez Localzo (San Nicolás de los Arroyos, 29 dicembre 1984) è un cestista argentino con cittadinanza italiana.